# Tony Cabana
Tony Cabana (Amsterdam, 31 oktober 1957 – Kessel (België), 22 december 2012) was een Nederlands zanger die een carrière opgebouwd had als zanger en horeca-uitbater in Vlaanderen.

## Levensloop

### Privéleven
Hij werd in 1957 geboren als Tony Opgenhaffen in de Amsterdamse wijk de Jordaan. Als jongen was hij geïnteresseerd in muziek en voetbal. Dat laatste bracht hem een contract op bij de voetbalploeg Ajax Amsterdam. Een ongeval maakt echter een einde aan zijn voetbalcarrière.

### Muzikale carrière
Als 14-jarige doet hij een eerste tv-ervaring op in het kinderliedjesprogram de Grote Q bij de VARA. 
In 1978 verhuist Tony Cabana naar Vlaanderen waar hij start met de ambiancediscotheek De Copacabana waar hij optreedt als DJ. Eind 1991 neemt hij zijn eerste single op. Die zal gevolgd worden door een hele reeks populaire schlagers, die het vooral in het danscafé-milieu goed doen. Met een remix van het nummer Zeil je voor het eerst van zijn collega Vlaamse zanger Bart Kaëll is hij goed voor 10 weken Vlaamse Ultratop 50.

### Zakelijke carrière
Buiten zijn horecazaak De Copacabana (eerst in Kessel, later in Kontich), had hij belangen in twee andere horecazaken: Lord Nelson in Mechelen en 't Schoon Lier in Lier (België).

## Einde carrière
In het najaar 2012 leed Tony Cabana, na enkele zakelijke tegenslagen aan een zware burn-out. Op 22 december 2012 stapte hij uit het leven.